# Сонячна грануляція

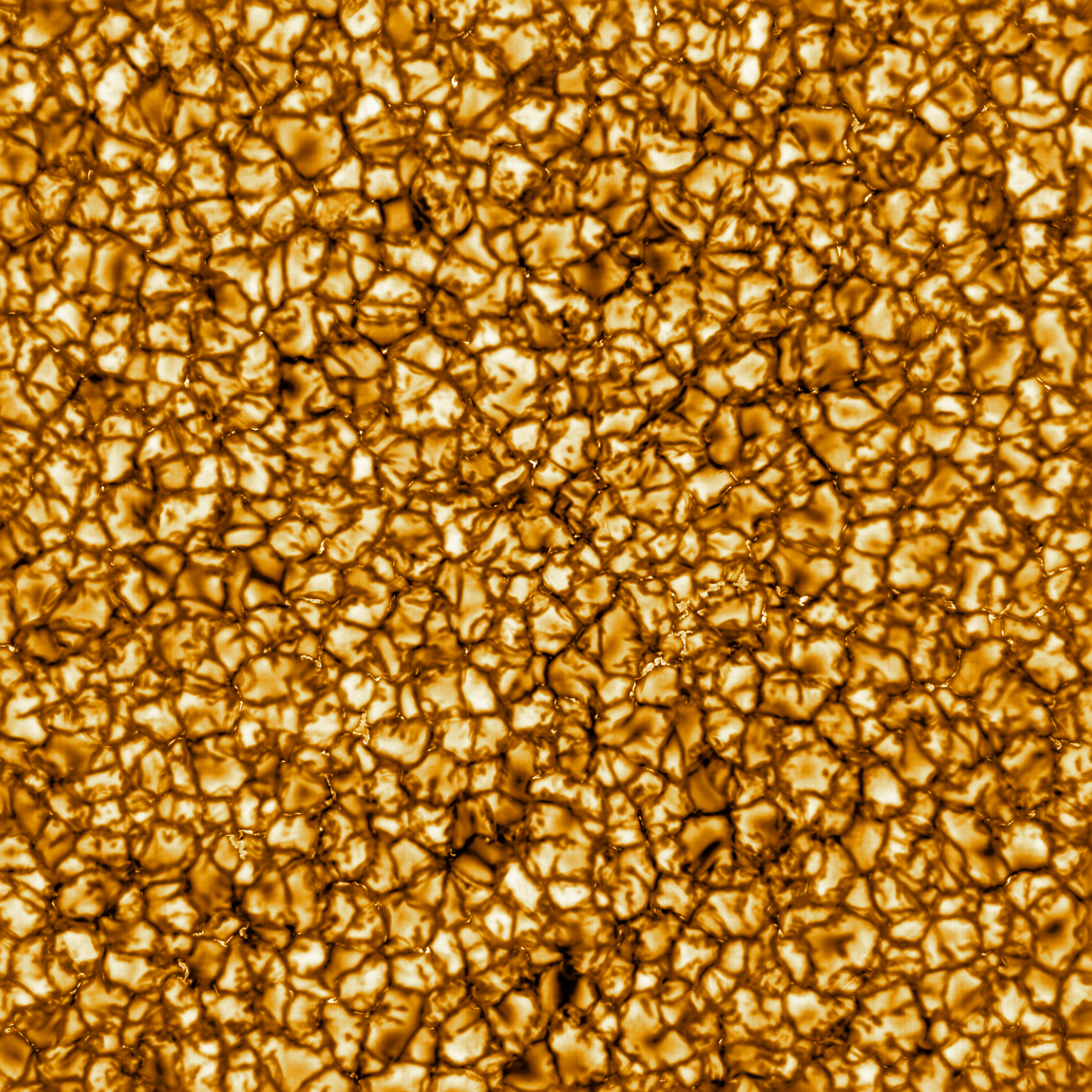
Зображення з високою роздільною здатністю поверхні Сонця, отримане за допомогою найбільшого у світі 4-метрового Сонячного телескопа імені Денієла Іноуї

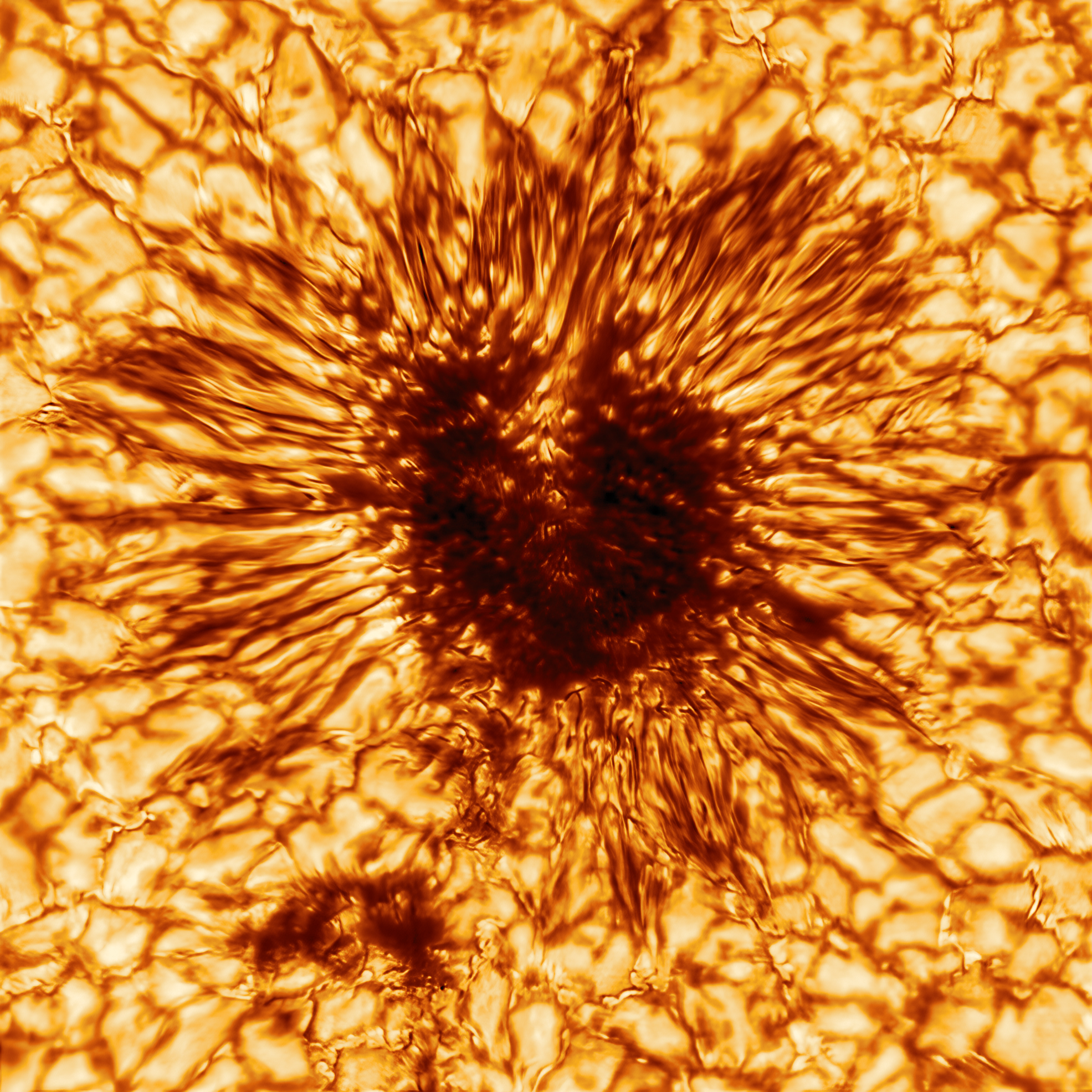
Зображення сонячної плями, оточеної гранулами, зняте з високою роздільною здатністю за Сонячного телескопа імені Денієла Іноуї

Сонячна грануляція в сонячній фотосфері зумовлена конвективними потоками плазми, що сягають фотосфери з конвективної зони Сонця. Грануляція за своєю суттю є сукупністю окремих гранул (конвективних комірок), в центрі яких на поверхню з надр Сонця виноситься гаряча плазма, в той час як по їхніх краях охолоджена за рахунок випромінювання плазма опускається вглиб Сонця. В результаті центр гранули виявляється гарячим і яскравішим за її краї, куди стікає остигла плазма. 

## Фізика та структура сонячних гранул
Типова гранула має діаметр близько 1500 км. Внаслідок нестабільності турбулентних потоків тривалість життя гранули становить близько 8 — 20 хвилин. Будь-якої миті часу поверхня Сонця покрита приблизно 4 мільйонами гранул. Під фотосферою знаходиться шар супергранул діаметром до 30000 км із тривалістю життя до 24 годин. 
Температура в центрі гранули на 300-400 К вища, ніж у проміжках між гранулами. За законом Стефана-Больцмана це призводить до суттєвої різниці в їхній яскравості.
Детальні спостереження сонячної грануляції й аналіз доплерівського зміщення спектральних ліній безпосередньо вказують на напрямок руху гарячої плазми до спостерігача в центрі гранули зі швидкістю близько 400 м/с й на рух охолодженої плазми, яка має нижчу температуру, на периферії гранули від спостерігача (тобто вглиб Сонця).

## Галерея
- Рух гранул на поверхні Сонця, знятий Шведським сонячним телескопом[en].